# Tangdynastin
Tangdynastin (唐朝) var en av de mäktigaste dynastierna i Kina som regerade 618–907. Kina blomstrade såväl ekonomiskt som kulturellt tack vare stort utbyte med och påverkan från andra länder. Den s.k. Pax Sinica (latin: 'kinesiska freden') gjorde det möjligt att utnyttja sidenvägen i dess fulla utsträckning. Kvinnor anses också ha haft mer rättigheter under Tangdynastin än under någon senare kinesisk dynasti och det var även under denna period som Kinas enda kvinnliga monark, kejsarinnan Wu Zetian, regerade.

## Tangdynastins uppgång
Dynastins förste kejsare var Li Yuan, också känd under sitt postuma namn Gao Zu (618–626). Han skapade ett stabilt Kina. Kina fortsatte vara stabilt även under sonen Li Shimins styre, mer känd som kejsar Taizong (626–649). Kejsar Taizong hade en stark vilja att expandera Kina och göra Tangdynastin till den största i Kinas historia. Trots varningar från sina ministrar valde Taizong att utvidga landet, vilket skedde relativt fredligt och ledde till kontroll över viktiga handelsvägar. Detta i sin tur ökade handeln och det kulturella utbytet. Taizong var väldigt öppen för nya kulturer och religioner och var bland annat den ledare som avskaffade lagen om förhindrande av buddhismens spridning.

### Kulturell och ekonomisk blomstring

Gravfynd, kvinna till häst, 618–906.

Tangdynastin påverkades starkt av utländska kulturer, bland annat till följd av en utbredd handel med länder västerut. Under denna tid hade sidenvägen sin höjdpunkt, vilket möjliggjordes av den stabilitet som rådde i Kina. Tillgången till mat var god och hotet från främmande makter var mindre. Sidenvägen började i Chang'an i Kina och bestod av tre huvudsakliga vägar mot väst. Många nya varor fördes in till Kina, bland annat ovanliga växter, mediciner och kryddor. Bland annat vitlök, senap och ärtor infördes och utländsk mat blev mycket populärt. Denna stora handel satte dock stor press på Kinas egna varor.  
Maten var en av de stora kulturella produkterna av Tangdynastin. Man tog till sig nya matlagningskonster från andra länder, nya kryddor och smaker från delar som man hade kommit i kontakt med genom sina erövringar. I Kina hade man sedan länge odlat hirs vid Gula floden och längre söderut var ris basfödan. Bambuskott växte överallt i Kina under Tang. Under 700-talet influerades den kinesiska matkulturen starkt av Indien, vilket ledde till en matkultur som närmare liknar det moderna kinesiska köket. 
Tangdynastin kom att föra med sig uppfinningar som har präglat eftervärlden, till exempel porslin som följde på upptäckten av vit lera på 600–700-talet. Leran består av kaolin. På 1300-talet kom porslinet att föras västerut via sidenvägen.  En annan uppfinning av stort värde var blocktryck. Även krutet uppfanns i Tangdynastin, men dess ursprungliga syfte var inte att användas som krigsmedel utan istället som ett "livselexir".
Även poesin blomstrade. Den vanligaste formen var en reglerad åttaradig vers med fem eller sju tecken på varje rad. Många av de mest kända poeterna levde mot slutet av Tangdynastin då oroligheter började förekomma. Några av poeterna, så kallade vildmarkspoeter, var ämbetsmän som blev förflyttade till gränslanden i norra Kina samtidigt som centrum lades allt längre söderut då de styrande lockades av vad de upplevde som ett behagligare klimat. En av dessa vildmarkspoeter var Cen Shen (715–770) som hade en långvarig tjänst vid gränsen. Liksom andra gränsämbetsmän försökte han bli befordrad för att få flytta från gränsen. Hans poesi är, liksom andra gränspoeters, fylld av kinesiska uttryck för ensamhet och beskriver hemlängtan genom att uttrycka saknaden efter sådant som anses  typiskt för kinesiska landskap, till exempel att bergen inte är gröna.  
Under den här perioden utvecklades även nya sätt att skriva, såsom att skriva fiktion. Tangsagor var vanligen korta och handlade ofta om en examinationskandidat som blev kär. De flesta sagorna slutade lyckligt. Tangdynastin var en gyllene ålder även för annan konst som musik, målning och skulptur. Buddhismens spridning låg till grund för många konstformer och även till den stora toleransen gentemot andra kulturer. Man började smycka Buddhistiska tempel i guld och silver och använde dessutom dessa metaller för att göra bland annat kronor och serviser. Att konstnärer började måla landskap har däremot en trolig grund i daoismen.

### Influenser från utlandet
Under denna period vann både kristendom och islam insteg i Kina. Redan 635 anlände den första kristna missionären, nestorianen Alopen, till Kinas huvudstad och påbörjade en så framgångsrik verksamhet att kristna kyrkor redan mot århundradets slut hade upprättats i rikets alla provinser. År 719 följde – antagligen genom uigurernas förmedling – manikeismen, och även magerna var företrädda i Kina åtminstone på 800-talet. Alla dessa hade kommit på de kontinentala handelsvägarna. Handeln låg mestadels i händerna på judiska, senare även arabiska köpmän. Med de senare trängde förmodligen även islam i åttonde århundradet första gången in i norra Kina. Till södra Kina hade islam redan tidigare kommit sjövägen.
Redan i mitten av 600-talet grundades ett arabiskt lager i Guangzhou och senare tillkom ännu ett i Hangzhou. Här slog sig även persiska och judiska köpmän ned, och deras förbindelser sträckte sig norrut ända till Jiaozhou och Korea. En livlig kommunikation utvecklade sig mellan västvärlden och Indien samt Kina. Sändebud från kalifen, från persiska och indiska och även andra furstar kom till det kinesiska hovet. Västerländska hantverkare och kolonister invandrade till Kina, kinesiska buddhister gjorde pilgrimsfärder till Indien och kinesiska hantverkare drog västerut för att söka arbete.
Många utlänningar kom till Kina bara för att sälja sina varor och sedan åka hem igen, men många av dessa handlare kom att stanna i Kina. Utlänningarna levde visserligen i speciella kvarter i städerna, men det var tillåtet för dem att gifta sig med kineser. En man fick dock inte ta med sin kinesiska fru tillbaka till sitt hemland.
Många människor i Tang värderade hygien högt och skydde lukten av vad de såg som de "barbariska folken" från väst. De ansåg även att utlänningarna var mindre intelligenta, och betraktade deras bristande hygien som synonymt med deras bristande intelligens.
I Tang var kannibalism accepterat, inte bara i nödsituationer utan det sågs också som acceptabelt att äta kött från förrädare och "barbarer".

### Utbildning
På Tangdynastins kulturblomstring följde även utbildning. De statligt styrande under Tang uppmuntrade examinationssystemet för att få fram dugliga tjänstemän. Nästan varje år skickades kandidater till huvudstaden för att göra prov och staten sponsrade såväl kläder som boende för dem. Trots alla fördelar kandidaterna fick var det bara drygt 10 personer som examinerades varje år. Till följd av dessa prov uppkom även skolor som förberedde studenterna inför proven. Flera av skolorna var tillgängliga även för söner till vanliga medborgare, som dock inte kunde hoppas på att stiga väldigt högt i rang.
Det fanns inte enbart statliga skolor under Tang. Liksom tidigare kunde man utbilda sig i buddhisttemplen. Män i eliten skulle både lära sig de konfucianska texterna och vara skickliga i poesi. En del av examinationsprovet var att skriva en egen dikt eftersom det ansågs omöjligt att fuska i.

## Tangdynastin och Tibet
Forskaren Yihong Pan menar att Tibet var det största ickekinesiska hotet mot Tangdynastin. Mellan tidigt 600-tal och mitten på 800-talet var Tibet såpass starkt att de allvarligt hotade Tangdynastins geopolitiska ambitioner. Mellan början på 700-talet och år 822 slöt Tibet och Tangdynastin fred 7 gånger. Alla dessa fredsavtal bröts, två gånger av kineserna, och fem gånger av tibetanerna.
År 663 erövrade tibetanerna det kinesiska kungadömet Tuyuhun, och vid ett slag vid Qinghaisjön mellan Tibets och Tangdynastins trupper förlorade Tangdynastin 180 000 män. Därefter hade Tibet kontroll över praktiskt taget hela Tangdynastins västra gräns, vilket även inkluderade gynnsamma handelsförbindelser till Silkesvägen.
År 694 till 696 förlorade Tangdynastin ett flertal slag mot Tibet, vilket ledde till en enorm förlust för Tangdynastin i ett slag vid berget Suluohan (素羅汗山). Tibet hade blivit nekad 3 fredsavtal med Tangdynastin, men under kejsarinnan Wu Zetians styre skickades generalen och diplomaten Guo Yuanzhen till Tibet för att förhandla fram ett fredsavtal. Något fredsavtal kunde dock inte slutas, då Tangdynastin vägrade att gå med på Tibets krav för fred.
Därefter varvades krig och fred i perioder. Tangdynastin var starkare än Tibet mot slutet av kejsare Xuanzongs styre. Kort därefter försvagades dock Tangdynastin avsevärt, efter An Lushan-upproret. År 758 hade Tangdynastins regering flytt, efter att persiska och arabiska pirater invaderat Guangzhou. Tibetanerna utnyttjade Tangdynastins svaghet och år 758 erövrade de Liangzhou och satte in en militärregering. 763 erövrade de Tangdynastins västra huvudstad Chang'an, men denna ockupation varade endast i två veckor. Tibetanerna fortsatte dock att anfalla staden i över två decennier, vilket ledde till att Tangdynastin införde militärt undantagstillstånd fyra gånger mellan 764 och 768. 757 hade Tangdynastin kontroll över alla sina huvudstäder igen, och 763 hade de återfått stabiliteten i landet. De hade dock förlorat mycket under de senaste decennierna, dels hade stora delar av Tangdynastin erövrats – vilket innebar avsevärt mindre skatteintäkter – och samtidigt hade Tibet kontroll över viktiga områden i nordväst som innebar förlorade byteshandelsrutter, silkestillgångar och stora mängder gräsplättar som hästar betade på.
Åren 821–822 slöts ett fredsavtal mellan Tangdynastin och Tibet som till skillnad från tidigare fredsavtal respekterades av båda parterna under en lång tid. 830 och 831 skedde dock en incident, där en vice-kommissarie – och ett antal tibetaner under hans ledning – övergav Tibet i förmån för att emigrera till Tangdynastin. Detta ledde till att han och hans följeslagare skickades tillbaka till Tibet och avrättades, och ett stort antal diplomatiska sändebud skickades från såväl Tangdynastin som Tibet. 842 mördades den tibetanske kejsaren Langdarma, vilket ledde till att det tibetanska imperiet föll, då regeringen förlorade sin makt och det uppstod stora dispyter gällande vem som skulle ta över makten efter Langdarma. Mellan 849 och 866 förlorade Tibet ett flertal av de städer de erövrat från Tangdynastin, samt alla belägringar de hade i Centralasien.

## Tangdynastins höjdpunkt och nedgång
Under kejsar Xuanzong (712–756) nådde Tangkina toppen av sin blomstring. År 751 led dock kineserna ett nederlag mot araberna i slaget vid Talas och förlorade kontrollen över stora områden i väster, inkluderande många rika städer längs sidenvägen. Dess utgångspunkt huvudstaden Chang'an antas ha varit världens största stad vid denna tid.
År 755 gjorde guvernören An Lushan uppror mot staten. An Lushan ledde en styrka på 150 000 man söderut. Trots rapporter om styrkans rörelse vägrade kejsare Xuanzong att tro på rapporterna. I början av 756 korsade An Lushans trupper Gula floden och intog flera städer, däribland Luoyang där An Lushan utropade sig till kejsare. När An Lushans trupper intog Tongguan (porten till huvudstaden) flydde kejsare Xuanzong med sina konkubiner, rådgivare och den kejserliga armen. Till slut vägrade soldaterna att fly längre såvida inte kejsaren dömde konkubinen Yang Guifei (Yang Yuhuan) och hennes kusin Yang Guozhong (som var premiärminister) till döden. Orsaken var att soldaterna var övertygade om att Yang-familjen låg bakom An Lushans uppror. Kejsaren vågade inte gå emot sina trupper och Yang Guifei hängdes och Yang Guozhong halshöggs. Xuanzongs son Li Heng utnämnde sig till kejsare och tog namnet Suzong. Huvudstaden Chang'an har då intagits av rebellerna år 756. Året därpå mördades An Lushan av sin son An Qingxu som utropade sig själv till kejsare. Samma år förlorade An Qingxu Chang'an till kejsare Suzong, tack vare stor hjälp från general Guo Ziyi.
När kejsar Xianzong av Tang mördades av en av sina eunucker år 820, närmar sig Tangdynastin sitt slut. Sju av de åtta kommande kejsarna kom till makten tack vare eunuckernas stöd. Under perioden skakade flera bondeuppror och maktkamper landet. Åt 907 utropade sig Zhu Wen till kejsare av Liangdynastin, som är en del av perioden De fem dynastierna och De tio rikena.

## Regentlängd
Se även Lista över Kinas kejsare
| Tang Gaozu 唐高祖 | Li Yuan 李渊基                                            | 618–626                | Grundare av Tangdynastin                    |
| Tang Taizong 唐太宗 | Li Shimin 李世民                                          | 627–649                | Son till Tang Gaozu                         |
| Tang Gaozong 唐高宗 | Li Zhi 李治                                               | 649–683                | Son till Tang Taizong                       |
| Tang Zhongzong 唐中宗 | Li Zhe 李哲 Li Xian 李显                                  | 684 (även 705–710)     | Första regeringstid Son till Tang Gaozong   |
| Tang Ruizong 唐睿宗 | Li Dan 李旦                                               | 684–690 (även 710–712) | Första regeringstid Son till Tang Gaozong   |
| Zhoudynastin (690–705) |                                                           |                        |                                             |
| Tang Zhongzong 唐中宗 | Li Zhe 李哲 Li Xian 李显                                  | 705–710 (även 684)     | Andra regeringstid Son till Tang Gaozong    |
| Tang Shang 唐殤帝 | Li Chongmao 李重茂                                        | 710                    | Regerade i 17 dagar Son till Tang Zhongzong |
| Tang Ruizong 唐睿宗 | Li Dan 李旦                                               | 710–712 (även 684–690) | Andra regeringstid Son till Tang Gaozong    |
| Tang Xuanzong 唐玄宗 alt. Tangkejsare Ming 唐明皇 | Li Longji 李隆基                                          | 712–756                | Son till Tang Ruizong                       |
| Tang Suzong 唐玄宗 | Li Heng 李亨                                              | 756–762                | Son till Tang Xuanzong                      |
| Tang Daizong 唐代宗 | Li Chu 李俶                                               | 762–779                | Son till Tang Suzong                        |
| Tang Dezong 唐德宗 | Li Kuo 李适                                               | 779–805                | Son till Tang Daizong                       |
| Tang Shunzong 唐顺宗 | Li Song 李誦                                              | 805                    | Son till Tang Dezong                        |
| Tang Xianzong 唐宪宗 | Li Chun 李純                                              | 805–820                | Son till Tang Shunzong                      |
| Tang Muzong 唐穆宗 | Li Heng 李恆 Li You 李宥 (efter 812)                      | 820–824                | Son till Tang Xianzong                      |
| Tang Jingzong 唐敬宗 | Li Zhan 李湛                                              | 824–827                | Son till Tang Muzong                        |
| Tang Wenzong 唐文宗 | Li Ang 李昂 Li Han 李涵                                   | 827–840                | Son till Tang Muzong                        |
| Tang Wuzong 唐武宗 | Li Chan 李瀍 Li Yan 李炎 (senare)                         | 840–846                | Son till Tang Muzong                        |
| Tang Xuanzong II 唐宣宗 | Li Yi 李怡 Li Chen 李忱 (senare)                          | 846–859                | Son till Tang Xianzong                      |
| Tang Yizong 唐懿宗 | Li Wen 李溫 Li Cui 李漼 (senare)                          | 859–873                | Son till Tang Xuanzong II                   |
| Tang Xizong 唐僖宗 | Li Yan 李儼 Li Xuan 李儇 (från 873)                       | 873–888                | Son till TangYizong                         |
| Tang Zhaozong 唐昭宗 | Li Jie 李傑 Li Min 李敏 (senare) Li Ye 李曄 (ännu senare) | 888–904                | Son till TangYizong                         |
| Tang Ai 唐昭宗 alt. Tang Zhaoxuan 昭宣帝 | Li Zuo 李祚 Li Zhu 李柷 (senare)                          | 904–907                | Son till Tang Zhaozong                      |
| 1 Där inget annat anges, Källa: Perkins, Dorothy (1989) (på engelska). Encyclopedia of China: History and Culture. Routledge. ISBN 1579581102. http://www.amazon.com/Encyclopedia-China-History-Dorothy-Perkins/dp/1579581102. Läst 20 november 2014 och ”List of emperors of the Tang dynasty” (på engelska). Wikipedia, the free encyclopedia. https://en.wikipedia.org/wiki/List_of_emperors_of_the_Tang_dynasty. Läst 20 november 2014. |                                                           |                        |                                             |

### Källhänvisningar
- Halkias, Georgios (2013) (på engelska). Luminous Bliss: A Religious History of Pure Land Literature in Tibet : with an Annotated English Translation and Critical Analysis of the Orgyan-gling Gold Manuscript of the Short Sukhavativyuha-sutra. University of Hawaiʻi Press. sid. 4. ISBN 9780824835903

- Bai Shouyi, "An outline History of China" Foregin Languages Press, Beijing 2002
- Benn, "Daily Life in Traditional China: The Tang Dynasty", 2001
- Twitchett, Fairbanks, "A Cambridge History Of China, Vol. 3", 1979
- Ebrey, Walthall, Palais, "East Asia (Culture, Social, and Political History)", 2006
- Lovell, "Den stora muren", 2006
- Cohen, "East Asia at the Center", 2000